# Gamex
Global Amusement Moscow EXhibition (GameX) — выставка, посвященная компьютерным играм. Проходит в выставочном центре «Крокус Экспо». На выставке демонстрируются компьютерные игры, симуляторы, игровые консоли, аксессуары, мобильные игры, развлекательное оборудование.

## Общая информация о выставке GameX 2007 года
14-16 сентября в Москве в МВЦ «Крокус Экспо» прошла вторая выставка компьютерных игр и электронных развлечений GameX.
На осенней выставке можно было увидеть продукцию от компаний Rambler, Alawar Entertainment, Microsoft, Soft Club, STALKER, GD Team, Star Force, SoftWerk, PROVIEW и др.
Компания Softclab устроила премьерный российский показ раллийной гоночной игры SEGA Rally Revo. PS3- и PC-версии поступили в продажу в следующем месяце, посетители GameX уже смогли опробовать эту игру. Также на стенде Softclab демонстрировалась полностью локализованная версия RTS World in Conflict.
Компания GD Team представила новый проект — космическую MMORPG World of Tides. В основе сюжета и сеттинга World of Tides лежат произведения писателя-фантаста Дмитрия Градинара из цикла «Трижды погибший». По словам разработчиков, взаимодействие с профессиональным писателем-фантастом позволяет им достичь высокой проработанности и достоверности игрового мира. Ещё одним проектом, который представила компания GDTeam, стал CS Online. Это не полномасштабная MMORPG, а скорее, глобальная онлайновая надстройка над Counter Strike, которая радикально облегчит матчмейкинг и позволит игрокам автоматически находить соответствующих своему уровню соперников, а также добавит ряд ролевых элементов, связанных прежде всего с оружием.
Огромным успехом у посетителей, как и на прошлой выставке, пользовался стенд компании Alawar Entertainment, крупнейшего агрегатора казуальных игр в Рунете. На игровых башнях Alawar были представлены увлекательные головоломки, космические стрелялки, динамичные арканоиды и забавные аркады, в которые с одинаковым интересом играли посетители самых разных возрастов. Помимо аддитивных казуальных игр для PC и раздачи CD-дисков серии «Простые игры», на стенде Alawar состоялась демонстрация нового проекта компании — игровых автоматов «Игрокуб». В ближайшее время эти терминалы с казуальными играми, управление в которых осуществляется с помощью сенсорного экрана, появятся в кинотеатрах, развлекательных и торговых центрах. Посетители же выставки GameX получили уникальную возможность опробовать эти новейшие устройства первыми, ещё до начала их широкомасштабной установки по всей стране.
Компания МТС презентовала на выставке новый тариф [GAMER]. Для российского рынка этот тариф является уникальным продуктом, позволяющим участникам игрового сообщества пользоваться мобильной связью по выгодным ценам, оперативно получать последние новости из мира компьютерных игр и скачивать на телефон самый разнообразный игровой контент. [GAMER] продавался прямо на стенде МТС за 200 рублей, и каждый покупатель получал в подарок диск с игрой, футболку и возможность принять участие в специальной акции по розыгрышу ценных призов. Розыгрыш призов проводился 15 сентября в специальной «комнате Мечты» на стенде компании. Все призы были упакованы в одинаковые красные коробки и победители могли выбрать любую из них.
На стенде медиакомпании Gameland проходила презентация Gameland.TV — первого российского телеканала для геймеров!
Гостями Gameland.TV стали известные геймеры и звезды шоу-бизнеса. Также в дни работы выставки проводились кастинги ведущих — все желающие могли сняться на камеру и попробовать свои силы как телеведущие геймерского канала.
Внимание посетителей привлёк стенд Музея виртуальных миров, в котором были представлены наиболее значимые и яркие цифровые вселенные — всего 15 игр. Все желающие смогли побродить по наиболее живописным виртуальным уголкам и узнать об особенностях каждого из миров. Можно было совершить экскурсии в наиболее интересные локации, виртуальные сафари на самых опасных монстров, а также проверить свои боевые навыки в борьбе против сильнейших игровых кланов.
На GameX’2 прошёл чемпионат России по Pump it Up с призовым фондом $1500. В номинации «Техника / Мужчины — Pro» победителем стал Кирилл Одинцов, в номинации «Техника / Женщины — Pro» лучшая — Анастасия Завальная, в номинации «Техника — Light» отличился Евгений Чеченин, а в Freestyle лидировал Борис Ульзибат.
Главным событием выставки стал международный турнир по киберспорту — Intel Challenge Cup с призовым фондом, составляющим $50 000. Официальная дисциплина турнира — игра Counter-Strike 1.6. В соревнованиях приняли участие команды России, Украины, Финляндии, Бразилии, Франции, Германии и других стран. Организатором Intel Challenge Cup выступила компания «Рекрут», известная в мире российского электронного спорта проведением чемпионата Rekrut Open 2007.
Победителем турнира стала российская команда Virtus.pro, которая выиграла $20 000.
2 место заняла команда из Финляндии CMAX.gg, ставшая обладателем $14 000.
3 место — aTTaX (Германия) — $8 000.
4 место — A-Gaming (Украина) — $4 000.
5 место — mibr (Бразилия) — $1 000.
6 место — pro100 (Украина) — $1 000.
7 место — Islanders (Россия) — $1 000.
8 место — 88 gaming (Россия) — $1 000.
В течение трёх дней каждый посетитель выставки имел возможность стать свидетелем матчей турнира, которые прошли на специально оборудованной сцене.
Также для посетителей и участников выставки и чемпионата была организована развлекательная программа с конкурсами и разнообразными призами. На главной сцене, спонсором которой выступил телеканал AOne, прошли выступления группы Monalisa, Готик-кабаре Invektiva, KOMMAHDA ГУ.
- Пост-релиз в формате PDF (недоступная ссылка)